# 川上真央
川上 真央（かわかみ まお、1991年1月13日 - ）は、日本の元女子バレーボール選手。

## 来歴
福井県丹生郡越前町出身。実姉の影響で小学2年次よりバレーボールを始める。仁愛女子高校に進学、2008年の埼玉インターハイにおいて、レフトエースとしてチームを6年ぶりに本戦に導き活躍。
2011年4月PFUブルーキャッツに入団、アピールポイントは「パンチ力あるスパイク」。2011/12 Vチャレンジリーグにおいて得点王のタイトルを獲得した。
2016年、現役引退。

## 所属チーム
- 町立四ヶ浦小学校（四ヶ浦スポーツ少年団）
- 町立越前中学校
- 仁愛女子高校
- PFUブルーキャッツ（2009-2016年）

## 受賞歴
- 2012年 - 2011/12 Vチャレンジリーグ 得点王